# Notoplites
Notoplites is een geslacht van mosdiertjes uit de  familie van de Candidae. De wetenschappelijke naam ervan is in 1923 voor het eerst geldig gepubliceerd door Harmer.

## Soorten
- Notoplites antarcticus (Waters, 1904)
- Notoplites armigera Hayward, 1981
- Notoplites atlanticus d'Hondt, 1981
- Notoplites bilobus (Busk, 1884)
- Notoplites biocali d'Hondt & Gordon, 1996
- Notoplites candoides Hayward & Cook, 1979
- Notoplites cassidula Hayward & Cook, 1979
- Notoplites cassiduloides d'Hondt & Gordon, 1996
- Notoplites clausus (Busk, 1884)
- Notoplites crassiscutus Hastings, 1943
- Notoplites crateriformis (Busk, 1884)
- Notoplites cymbalicus d'Hondt, 1981
- Notoplites damicornis Hayward & Ryland, 1978
- Notoplites dissimilis d'Hondt & Gordon, 1996
- Notoplites drygalskii (Kluge, 1914)
- Notoplites elegantissima (David & Pouyet, 1986)
- Notoplites elongatus (Busk, 1884)
- Notoplites evocatus (Jullien, 1882)
- Notoplites flandrini David & Pouyet, 1986
- Notoplites gibbosus d'Hondt & Gordon, 1996
- Notoplites gostilovskajae Gontar, 1993
- Notoplites harmeri Ryland, 1963
- Notoplites impar Harmer, 1926
- Notoplites jeffreysii (Norman, 1868)
- Notoplites klugei (Hasenbank, 1932)
- Notoplites longa (Waters, 1904)
- Notoplites longispinosus Gordon, 1984
- Notoplites marsupiatus (Jullien, 1882)
- Notoplites normani (Nordgaard, 1900)
- Notoplites obliquidens Harmer, 1926
- Notoplites paradoxus d'Hondt, 1981
- Notoplites perditus (Kluge, 1914)
- Notoplites reverteri Souto, 2019
- Notoplites rostratus Harmer, 1923
- Notoplites saojorgensis Berning, 2013
- Notoplites scutatus Harmer, 1926
- Notoplites sibiricus (Kluge, 1929)
- Notoplites smittii (Norman, 1868)
- Notoplites tenuis (Kluge, 1914)
- Notoplites undulatus (Hasenbank, 1932)
- Notoplites uniserialis Hastings, 1943
- Notoplites vanhoffeni (Kluge, 1914)
- Notoplites watersi (Kluge, 1914)

Niet geaccepteerde soorten:
- Notoplites aviculariae (Yanagi & Okada, 1918) → Aquiloniella aviculariae (Yanagi & Okada, 1918)
- Notoplites drygalski (Hasenbank, 1932) → Notoplites drygalskii (Kluge, 1914)
- Notoplites evocata (Jullien, 1882) →  Notoplites evocatus (Jullien, 1882)
- Notoplites sibirica (Kluge, 1929) → Notoplites sibiricus (Kluge, 1929)
- Notoplites smitti (Norman, 1868) → Notoplites smittii (Norman, 1868)